# Diatribe (Epitteto)
I Discorsi di Epitteto (in greco: Ἐπικτήτου διατριβαί) o Diatribe sono una serie di estratti degli insegnamenti del filosofo stoico Epitteto, scritti da Arriano nel 108 circa. Erano originariamente otto libri, ma solo quattro sono sopravvissuti nella loro interezza, insieme ad alcuni frammenti degli altri. In una prefazione ai Discorsi, Arriano spiega come è arrivato a scriverle, come dice lui stesso per preservare "memoria dei pensieri e della libertà di parola" del maestro. Si tratta di veri e propri discorsi ricavati dalle lezioni di Epitteto, tenute mentre Arriano le ascoltava e le stenografava.
Il titolo Diatribai venne dato da Simplicio.
Dalle Diatribe venne estratto parte del Manuale di Epitteto, anche se quest'ultimo non ne è il riassunto, ma è un breve scritto incentrato principalmente sull'etica di Epitteto.
La prima edizione moderna del testo greco, venne effettuata a Venezia da Vettore Trincavelli nel 1535.